# Міль фруктова смугаста
Міль фруктова смугаста (Anarsia lineatella) — вид лускокрилих комах з родини виїмчастокрилі молі (Gelechiidae). Садовий шкідник, що пошкоджує яблуню, хурму, вишні, сливи, черешні, абрикос тощо.

## Поширення
Походить з регіону Палеарктики, але поширився по світі з діяльністю людини. Він широко поширений у Європі (зокрема в Середземноморській зоні), Північній Африці, Близькому Сході, Північній Америці, Австралії та Японії.

## Опис
Маленький вузькокрилий нічний метелик з розмахом крил 11-14 мм. Передні крила темно-сірі з переривчатими поздовжніми чорними рисками, задні – сірі, з довгою сріблястою бахромою.
Гусеница червонувато-бура або коричнева, з чорними головою, грудним щитком і грудними ногами. Довжина дорослої гусениці 8- 12 мм.

## Спосіб життя
В кінці травня – червні з лялечок виходять метелики, які літають в сутінках, відкладаючи яйця на молоді гілки і пагони біля основи бруньок, а також на листя і плоди. Відроджені гусениці вгризаються в бутони, пагони і плоди і вигризають в них ходи. У липні вони заляльковуються, а в кінці липня – серпні починають літати метелики другої генерації. Відроджені гусениці до осені живляться в корі пагонів і залишаються в них зимувати. Метелики третього покоління літають в першій і другій декаді серпня. Зимують дуже маленькі (довжиною близько 1-1,5 мм) гусениці в корі тонких гілок, переважно в розвилках. Навесні вони прокидаються, проникають спочатку в бруньки, а потім в молоді зелені пагони, вигризаючи серцевину. В результаті цього пагони в’януть і засихають. Пізніше гусениці перелазять на інші гілочки і, завдаючи їм таке ж пошкодження, викликають їхню загибель. За час свого розвитку одна гусениця може пошкодити 4-5 пагонів. Закінчивши живлення, гусениці прогризають отвір в пошкоджених пагонах, виходять назовні і ховаються в щілини кори, сухе листя, під грудочками землі або в грунті на глибині 2-10 см і в інших місцях, де плетуть собі павутинні кокони, всередині яких обертаються в лялечку.